# نهائي كأس روسيا لكرة القدم 2019
نهائي كأس روسيا لكرة القدم 2019 هي المباراة النهائية من منافسة كأس روسيا لكرة القدم 2018–19، أقيمت المباراة في 22 مايو 2019، في كوسموس أرينا، بين فريقي لوكوموتيف موسكو، ونادي أورال يكاترينبورغ، وفاز فيها لوكوموتيف موسكو، بعد أن هزم نادي أورال يكاترينبورغ، بنتيجة 1 - 0، وكان حكم المباراة Sergey Lapochkin (referee, born 1981) ‏.

## تفاصيل المباراة
لعبت المباراة النهائية في 22 مايو 2019.
| لوكوموتيف موسكو | 1 -0 | نادي أورال يكاترينبورغ |
| --------------- | ---- | ---------------------- |
|                 |      |                        |